# مزينان
مزينان (بالفارسية: مَزينان)، تُعرف أيضًا باسم داورزن هي قرية في منطقة مزينان الريفية في المنطقة الوسطى في مقاطعة داورزن في مقاطعة خراسان الرضوية في إيران. كان عدد سكانها 1515 في 509 عائلة حسب تعداد 2006.
كان المفكر الإسلامي علي شريعتي (1933-1977) من مواليد هذه القرية، وكان اسمه عند الولادة علي مزيناني.

## وسائط

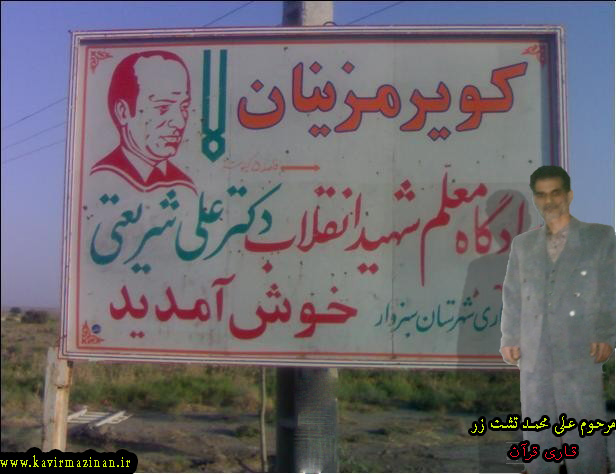
علامة القرية
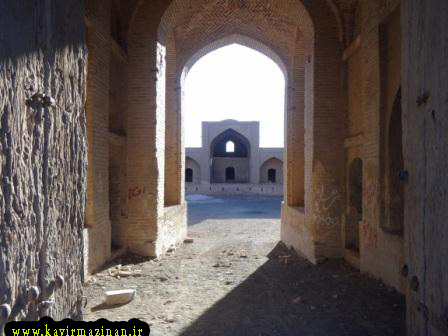
مبانٍ تاريخية
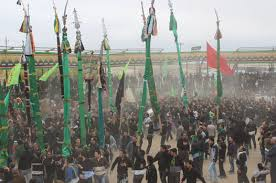
إحياء ذكرى عاشوراء